# 최희
최희(崔熙, 1986년 7월 18일 ~ )는 대한민국의 방송인이다.

## 학력
- 서울문정초등학교 (졸업)
- 상도중학교 (졸업)
- 부천여자고등학교 (졸업)
- 연세대학교 아동가족학, 신문방송학 (학사)
- 연세대학교 대학원 스포츠심리학 (석사)

## 출연 작품

### 방송
- 2010년 - KBS N 스포츠 2010 남아공 월드컵 리포트
- 2010년 - KBS N 스포츠 축구 리포팅, 현장인터뷰
- 2010년 - KBS N 스포츠 《아이 러브 베이스볼 시즌2》
- 2010년 - KBS N 스포츠 2010 CJ마구마구 프로야구 시상식
- 2010년 - KBS N 스포츠 2010 야생야사
- 2010년 ~ 2011년 - KBS N 스포츠 야구 리포팅, 현장인터뷰
- 2010년 ~ 2011년 - KBS N 스포츠 배구 리포팅, 현장인터뷰
- 2010년 ~ 2011년 - KBS N 스포츠 V-스테이션
- 2010년 ~ 2011년 - KBS N 스포츠 스페셜V 선수의 자격
- 2011년 - KBS 2TV 생방송 오늘 《최희의 스포츠데이트》
- 2011년 - KBS N 스포츠 제7회 아스타나-알마티 동계아시안게임 피겨스케이팅
- 2011년 - KBS N 스포츠 《2011 프로야구 스프링캠프 리포트》
- 2011년 - KBS 2TV 생방송 오늘 《최희의 야구 리포트》
- 2011년 - KBS 2TV 생방송 오늘 《최희의 연예뉴스》
- 2011년 - KBS 2TV 《출발드림팀 시즌 2》
- 2011년 - KBS N 스포츠 플레이볼 《아이 러브 베이스볼》
- 2011년 - KBS N 스포츠 《아이 러브 베이스볼 시즌3》
- 2011년 - KBS N 스포츠 《한일야구 명승부》
- 2011년 - KBS N 스포츠 《2011 야생야사》
- 2011년 ~ 2012년 - KBS 2FM 《전현무의 가요광장》
- 2011년 ~ 2012년 - KBS N 스포츠 《배구 리포팅》 현장인터뷰
- 2012년 - KBS 2TV 《남자의 자격》
- 2012년 - KBS JOY 《글로벌 슈퍼 아이돌》
- 2012년 - KBS N 스포츠 플레이볼 《아이 러브 베이스볼》
- 2012년 - KBS N 스포츠 《아이 러브 베이스볼 시즌4》
- 2012년 - KBS N 스포츠 《2012 야생야사 어워즈》
- 2013년- KBS 1TV 《토요일 가족이 부른다》 (참가자)
- 2013년 - KBS 2FM 《김범수의 가요광장》
- 2013년 - KBS 2TV 《야구가 좋다》
- 2013년 - KBS N 스포츠 플레이볼 《아이 러브 베이스볼》
- 2013년 - KBS N 스포츠 《아이 러브 베이스볼 시즌5》
- 2013년 - KBS 2TV 《해피투게더 시즌 3》
- 2014년 - XTM 《워너 B》 MC
- 2014년 - JTBC 《썰전》 객원 MC
- 2014년 - tvN 《SNL 코리아》 특별출연 (2014년 3월 8일 박성웅 편)
- 2014년 - KBS 2TV 《미스터 피터팬》
- 2014년 - 스토리온 《트루 라이브 쇼》
- 2014년 - K-STAR 《부부감별쇼 리얼리?》
- 2014년 - MBC TV 《컬투의 어처구니》
- 2014년 - 올'리브 《셰어하우스》
- 2014년 - tvN 《현장 토크쇼 택시》
- 2014년 - JTBC 《마녀사냥》
- 2014년 - Mnet 《슈퍼스타K 6》 슈퍼메신저
- 2014년 - KBS 2TV 《대국민 토크쇼 안녕하세요》
- 2014년 - MBC 《나 혼자 산다》
- 2015년 - tvN 《눈치왕》
- 2015년 - 스카이 펫파크 《오 마이 펫 시즌2》
- 2015년 - MBC TV 《일밤 미스터리 음악쇼 복면가왕》 연예인 판정단
- 2015년 - KBS 1TV 《우리말 겨루기》 도전자 - 우승했으나 달인도전에 실패
- 2015년 - 스카이 스포츠 《먼데이 나잇 베이스볼》
- 2015년 - SBS TV 《동상이몽, 괜찮아 괜찮아》
- 2017년 4월 1일 ~ 2018년 10월 7일: MBC 표준FM 좋은 주말
- 2017년 - KBS N 스포츠 《아이 러브 베이스볼 시즌9》
- 2018년 - KBS N 스포츠 《아이 러브 베이스볼 시즌10》
- 2018년 - EBS 1TV 《고양이를 부탁해》 - 내레이션
- 2019년 MBC TV 《일밤 미스터리 음악쇼 복면가왕》 참가자 - 더위를 시원하게 날려줄 단 하나의 목소리! 해수욕장
- 2020년 SBS Plus 《밥은 먹고 다니냐?》
- 2021년 SBS TV 그것이 알고 싶다 1254회
- 2024년 12월 7일 ~ 현재 KBS 2TV 굿모닝 대한민국
- 2025년 5월 25일 KBS 1TV TV쇼 진품명품 - 게스트

### 드라마
- 《난폭한 로맨스》 (KBS 2TV, 2012년) - 아나운서 역
- 《KBS 드라마 스페셜 - 또 한번의 웨딩》 (KBS 2TV, 2012년) - 채하경을 인터뷰 하는 리포터 역
- 《연애의 발견》 (KBS 2TV, 2014년) - 남하진의 맞선녀 역
- 《김비서가 왜 그럴까》 (tvN, 2018)
- 《메모리스트》 (tvN, 2020)
- 《키마이라》 (OCN, 2021년) - 김세정 역

### 광고
- 2013년 삼성화재
- 2013년 시디즈
- 2017년 동국제약 판시딜

## 수상
- 2015년 케이블TV 방송대상 패션피플상